# Masacre del Gymnasium de Kazán
La masacre del Gymnasium de Kazán fue un tiroteo escolar ocurrido el 11 de mayo de 2021 en Kazán (Tartaristán) al oeste de Rusia. Nueve personas (siete estudiantes y dos profesores) murieron, mientras que otras 23 resultaron heridas. El tirador, identificado como Ilnaz Galyaviev, se declaró culpable del asesinato de dos o más personas el 12 de mayo y está detenido hasta el 11 de julio.

## Eventos
Un tiroteo masivo ocurrió en el Gymnasium n.º 175, una escuela en Kazán, Tartaristán, Rusia, que tenía 714 estudiantes y 70 empleados presentes en el momento del ataque. A las 9:19 a. m. MSK (6:19 UTC), Ilnaz Galyaviev fue detenido en la entrada principal por un sistema de seguridad que requería una tarjeta. Galyaviev abrió fuego cuando las dos personas de guardia intentaron impedirle entrar. Ambos resultaron heridos y uno de ellos, un oficial técnico, logró presionar un botón de pánico a las 9:25 activando una alarma. La alarma alertó a los maestros en el edificio, permitiéndoles cerrar sus aulas. También se envió una comunicación por radio en el edificio, en la que se pedía a los maestros que cerraran sus aulas.
Ilnaz Galyaviev luego entró en el edificio y detonó un artefacto explosivo improvisado cerca de la sala de inglés del primer piso. Galyaviev luego se trasladó al tercer piso, entró en el aula 310 y mató a 7 estudiantes y 1 maestro. Se realizaron hasta 17 tiros durante el tiroteo. Varios estudiantes escaparon saltando por una ventana en el tercer piso. La escuela fue evacuada en veinte minutos. Las fuerzas del orden llegaron a las 9:33 e inmediatamente detuvieron a Galyaviev.
Se publicaron imágenes de video dentro y fuera de la escuela en las redes sociales; parecía mostrar a estudiantes usando las ventanas del aula para escapar, y pasillos de la escuela llenos de pertenencias personales y un hombre detenido por la policía. Los bomberos rescataron a 23 personas en el tercer piso de la escuela.

## Víctimas
Siete estudiantes de octavo grado y dos adultos murieron durante el tiroteo. Los heridos fueron 20 estudiantes de entre 7 y 15 años y tres adultos. Al menos 12 estudiantes tienen heridas de bala. Un Ministerio de Situaciones de Emergencia, Ilyushin Il-76, transportó a 9 heridos, incluidos 5 estudiantes, de Kazán a Zhukovsky. Después del aterrizaje, las ambulancias transportaron a los heridos a Moscú. Informes de una agencia de noticias estatal dijeron que dos de los estudiantes fallecidos murieron por las heridas sufridas al saltar desde las ventanas del tercer piso para escapar de Galyaviev.

## Sospechoso

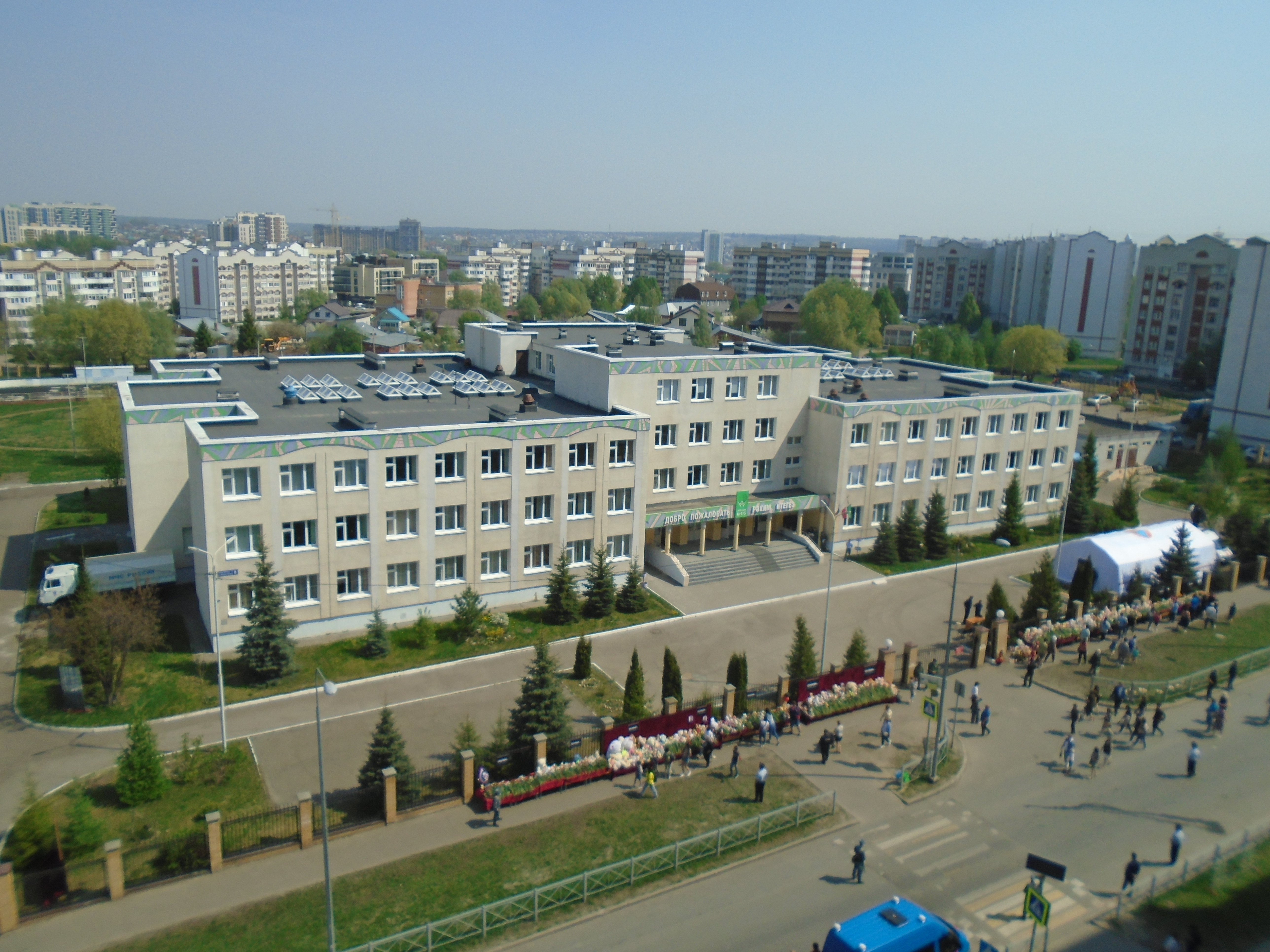
El Gymnasium n.º 175 de Kazán, luego del tiroteo, con ofrendas florales para honrar a los fallecidos.

Ilnaz Galyaviev (tártaro: Илназ Галәвиев, ruso: Ильназ Галявиев), 19 años (nacido el 11 de septiembre de 2001) y residente de Kazán, fue detenido. Galyaviev se graduó del Gymnasium n.º 175 en 2018 y fue expulsado de la Universidad de TISBI, una academia de administración en Kazán, en abril de 2021. Tampoco tenía antecedentes penales previos. En la mañana del tiroteo, Galyaviev publicó una foto en Telegram de sí mismo con una máscara facial con la palabra Dios escrita en ruso, con la leyenda: "Hoy mataré una gran cantidad de desechos biológicos y me dispararé". Está prevista una evaluación psicológica y psiquiátrica de Galyaviev que llevará al menos dos meses.
Galyaviev había buscado previamente tratamiento de salud mental y las pruebas revelaron cierta atrofia cerebral un año antes del tiroteo, aunque no estaba registrado con un psiquiatra. Los familiares también habían notado un aumento en el comportamiento agresivo de Galyaviev. Sin embargo, mientras estuvo en el tribunal el 12 de mayo, Galyaviev negó tener alguna enfermedad grave. La escopeta semiautomática Hatsan Escort PS Guard presuntamente utilizada por Galyaviev se registró oficialmente dos semanas antes. Galyaviev había recibido un permiso para guardar armas el 28 de abril, 13 días antes del ataque. Mientras estaba detenido, Galyaviev dijo que colocó una bomba en su dirección registrada. Sin embargo, durante un registro del lugar, no se encontraron explosivos y se tomaron pruebas.

### Procedimientos legales
Galyaviev se declaró culpable del asesinato de dos o más personas (Código Penal de Rusia, Artículo 105, Parte 2), que conlleva una sentencia de cadena perpetua (equivalente a la pena capital en la Rusia moderna). También fue declarado detenido hasta el 11 de julio.

## Secuelas

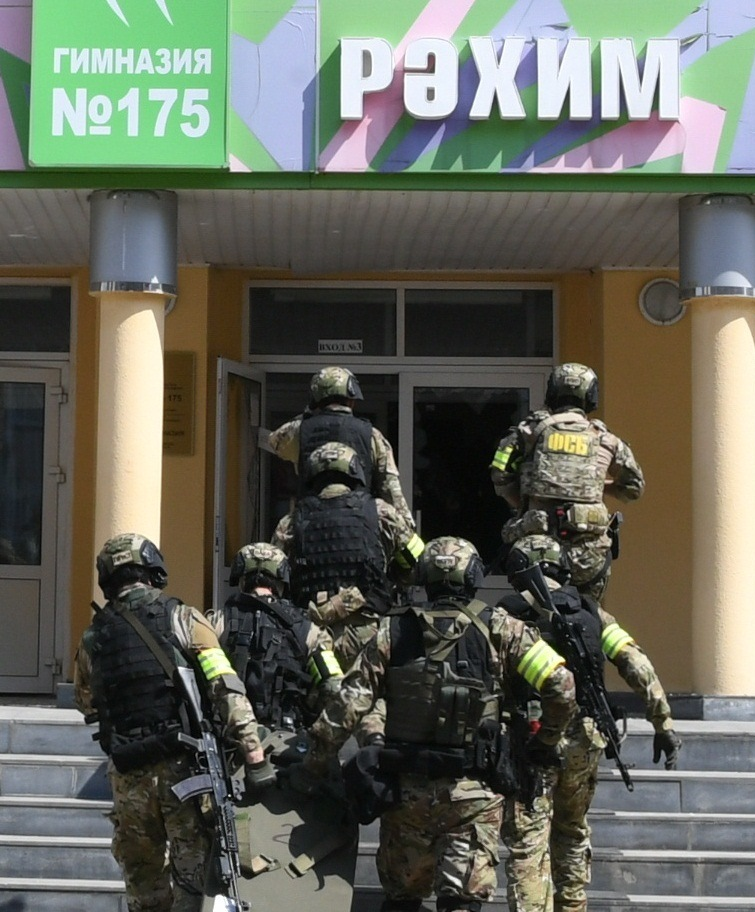
El Servicio Federal de Seguridad ingresa al Gymnasium n.º 175 después del tiroteo.

Se cancelaron todas las clases del segundo turno en Kazán, y se restringieron las entradas a las escuelas de la mencionada ciudad. Varias escuelas de Moscú fueron registradas con perros, aunque no se encontró nada. Después de su llegada a la escuela, se estableció un régimen de operación antiterrorista (CTO). Posteriormente finalizó a las 15:47. Además, el 12 de mayo fue declarado día de luto. Los eventos culturales y de entretenimiento se cancelaron los días 11 y 12 de mayo. Las autoridades de Tartaristán tienen previsto enviar un pago de 1 millón de rublos a las familias de los fallecidos el 12 de mayo. También tienen planes de enviar un pago de entre 200 000 y 400 000 rublos para las familias de los heridos.

### Propuestas de control de armas
El presidente Vladímir Putin expresó sus condolencias a los familiares de las víctimas y ordenó al gobierno que endureciera las leyes de armas del país. Vasily Piskarev, presidente del Comité de Seguridad y Anticorrupción de la Duma Estatal, dijo que el 12 de mayo un grupo de trabajo consideraría un proyecto de ley imponer restricciones más estrictas a la obtención de una licencia de armas y que el proyecto de ley podría ser considerado en primera lectura por la Duma del Estado el 18 de mayo. El proyecto de ley, que fue presentado a la Duma del Estado en diciembre de 2020, prohíbe a los ciudadanos con dos o más condenas, o que hayan sido sorprendidos conduciendo ebrios, recibir una licencia para poseer armas.
El secretario del Consejo General de Rusia Unida, Andrey Turchak, destacó la necesidad de endurecer la legislación sobre el tráfico de armas y encontrar mejores enfoques para proteger las escuelas. El presidente de la Duma estatal, Vyacheslav Volodin, expresó la necesidad de un procedimiento para evitar que los ciudadanos inestables obtengan armas. También expresó la necesidad de una mayor responsabilidad sobre quienes distribuyen certificados falsos para obtener armas. La Defensora del Pueblo de Derechos Humanos Tatyana Moskalkova propuso aumentar la edad para obtener un arma a 21 años.

### Propuesta de eliminación del anonimato en Internet
Volodin también presentó una propuesta para eliminar el anonimato en Internet con el fin de reducir el contenido extremista y violento.